# St. Pius (Löpsingen)

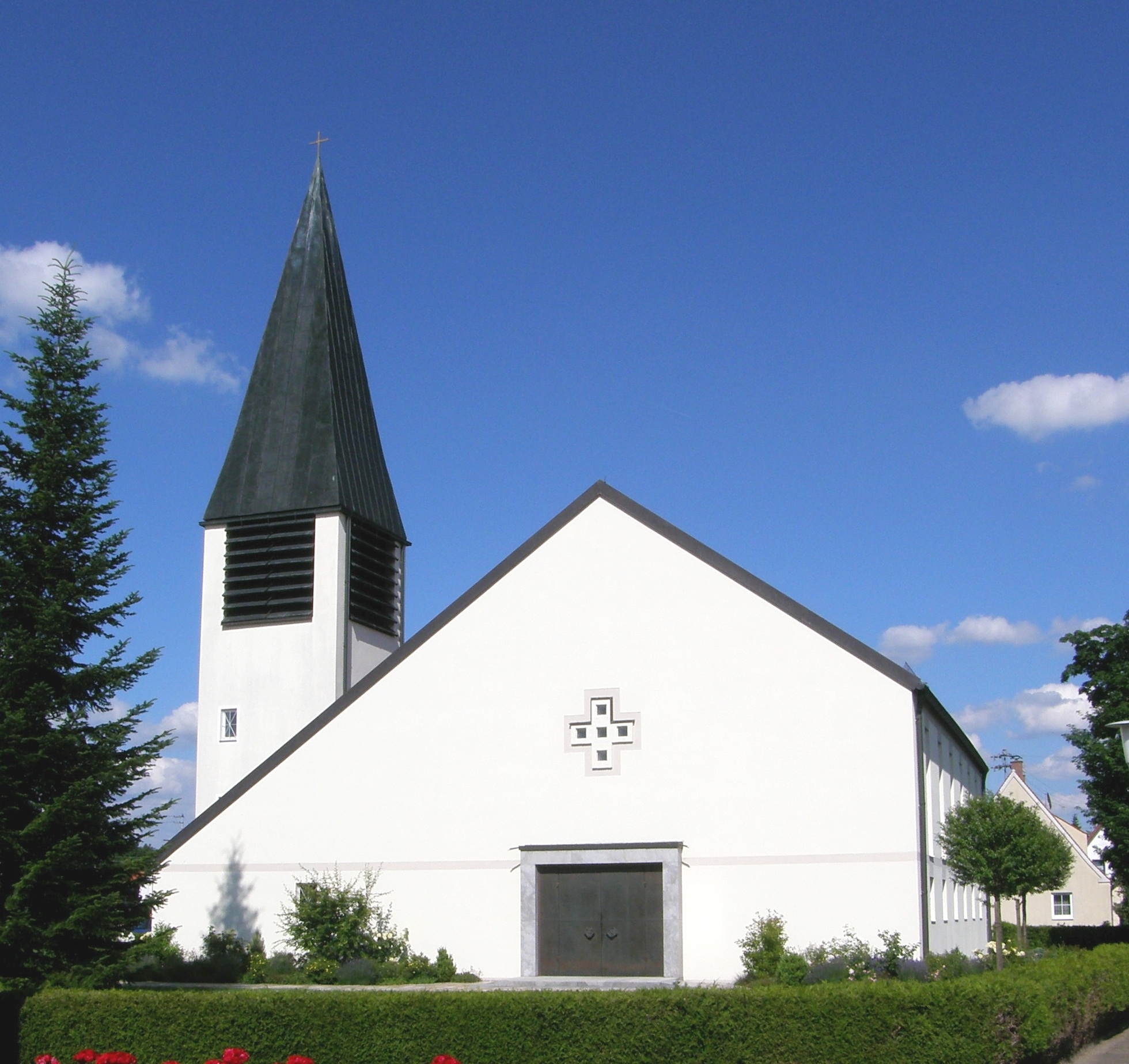
Außenansicht von St. Pius

St. Pius ist eine katholische Filialkirche im Nördlinger Stadtteil Löpsingen. Sie liegt im Neubaugebiet am südöstlichen Ortsrand des Dorfes und ist mit dem Altarbereich nach Osten gerichtet.
Der schlichte Bau mit der asymmetrischen Dachform, die auf der Nordseite weit nach unten gezogen ist, fügt sich gut in die  Umgebung des neuen Wohnviertels ein. Wie in altchristlicher Zeit steht der schlichte 24 m hohe Turm mit dem steil aufragenden Zeltdach und seinen zwei Glocken etwas abgesetzt auf der Nordseite der Kirche.
Durch die bewusst sehr hell gehaltenen Wände kommen die farbigen Glasfenster der Südseite gut zur Geltung.
Ost- und Westgiebel der Kirche werden durch die beiden in farbigem Glas ausgeführten Giebelkreuze aufgelockert.
Das Hauptportal trägt den Wahlspruch von Pius X.: „Alles in Christus erneuern“.

## Entstehungsgeschichte
Im Jahre 1524 wandten sich auf Betreiben Karl Wolfgangs von Oettingen die Zisterzienserinnen von Klosterzimmern der neuen Lehre Martin Luthers zu und von dort fand das reformatorische Gedankengut bald Eingang und bereitwillige Aufnahme in Löpsingen. Erst im Jahr 1538 war Löpsingen uneingeschränkt protestantisch.
Nach dem Zweiten Weltkrieg gab es einen starken Zustrom Vertriebener aus den deutschen Ostgebieten, vor allem aus dem Sudetenland, aus Schlesien und Ostpreußen, die überwiegend katholisch waren. Für ihren Gottesdienst stellte ihnen die evangelische Kirchengemeinde den Kindergarten zur Verfügung.
So entstand der Wunsch nach einem eigenen Gotteshaus, der mit dem ersten Spatenstich am 1. Juni 1964 in die Tat umgesetzt wurde. Die Weihe der Kirche erfolgte am 28. August 1965 auf den Namen von Papst Pius X..